# موش پنبه آریزونا
موش پنبه آریزونا (نام علمی: Sigmodon arizonae) نام یک گونه از زیرخانواده سینی‌دندانیان است.